# Danaea wrightii
Danaea wrightii là một loài dương xỉ trong họ Marattiaceae. Loài này được Underw. mô tả khoa học đầu tiên năm 1902.
Danh pháp khoa học của loài này chưa được làm sáng tỏ. 